# Бутенко, Иван Петрович
Иван Петрович Бутенко (1 октября 1922 — 10 июня 1987) — советский передовик сельского хозяйства, участник Великой Отечественной войны, тракторист колхоза «Россия» Новоалександровского района, Ставропольский край. Герой Социалистического Труда (23.06.1966).

## Биография
Родился 1 октября 1922 года в станице Подгорная (ныне – Георгиевского района Ставропольского края). Русский.
Служил в Красной Армии с 1939 года. В ходе Великой Отечественной войны попал воевать в 61-й танковый Житомирский Краснознамённый полк 1-й гвардейской кавалерийской дивизии.
С 1958 года работал комбайнёром и трактористом колхоза «Россия» Новоалександровского района Ставропольского края.
За все время показал себя исключительно дисциплинированным, умелым и знающим своё дело механизатором. Являясь активным рационализатором, имел ряд общественных поручений. С 1963 года основные свои обязанности совмещал с практическим обучением учащихся средней школы работе на комбайне и других сельхозмашинах. Ежегодно за отличные показатели в труде награждался ценными подарками и грамотами. В 1965 году выдал из бункера своего комбайна 11647 центнеров зерна.
Указом Президиума Верховного Совета СССР от 23 июня 1966 года за успехи, достигнутые в увеличении производства и заготовок пшеницы, ржи, гречихи, риса, других зерновых и кормовых культур и высокопроизводительном использовании техники, Бутенко Ивану Петровичу присвоено звание Героя Социалистического Труда с вручением ордена Ленина и золотой медали «Серп и Молот».
В ответ на высокую награду увеличил годовой показатель намолота зерна и довёл его до 11859 центнеров. Этот рекордный намолот многие годы не был превзойдён ни одним механизатором колхоза.
В 1968 году по заданию партийных и советских органов командировался в Монгольскую Народную Республику для оказания помощи в уборке урожая. В последующие годы работал начальником автоколонны колхоза, коллектив, которой успешно выполнял годовые задания.
Жил в станице Григорополисская в Новоалександровском районе (городском округе) Ставропольского края.
Умер 10 июня 1987 года.

## Награды
- Золотая медаль «Серп и Молот» (23.06.1966)
- Орден Ленина (23.06.1966).
- Орден Отечественной войны II степени (6.04.1985)[3]
- Медаль «В ознаменование 100-летия со дня рождения Владимира Ильича Ленина» (6 апреля 1970)
- Медаль «За победу над Германией в Великой Отечественной войне 1941—1945 гг.» (9 мая 1945[4])
- Юбилейная медаль «Двадцать лет Победы в Великой Отечественной войне 1941—1945 гг.» (7 мая 1965[5])
- Юбилейная медаль «Тридцать лет Победы в Великой Отечественной войне 1941—1945 гг.»[6]
- Юбилейная медаль «Сорок лет Победы в Великой Отечественной войне 1941—1945 гг.»[7]
- Медаль «За трудовую доблесть»
- Медаль «30 лет Советской Армии и Флота»[8]
- Юбилейная медаль «40 лет Вооружённых Сил СССР»[9]
- Юбилейная медаль «50 лет Вооружённых Сил СССР» (26 декабря 1967[10])
- медалями ВДНХ СССР:

## Память
- Его имя увековечено в Главном Храме Вооружённых сил России, и навсегда запечатлено на мемориале «Дорога Памяти»[11].
- На могиле установлен надгробный памятник.